# Just a Closer Walk with Thee
Just a Closer Walk with Thee est un gospel traditionnel qui a été repris par de nombreux artistes. Qu'il soit chanté ou interprété par des ensembles instrumentaux, A Closer Walk est l'un des chants les plus souvent exécutés lors des jazz funerals de La Nouvelle-Orléans. Le titre et les paroles font allusion au passage du deuxième épître aux Corinthiens 5:7, qui dit « car nous marchons par la foi et non par la vue ».

## Histoire
L'auteur de A Closer Walk est inconnu, cependant il semble que la chanson remonte aux églises afro-américaines du Sud au XIXe siècle, peut-être même avant la guerre de Sécession comme l'indique l'histoire des Afro-Américains : « les esclaves chantant en travaillant dans les champs une chanson à propos de marcher à côté du Seigneur. ». Des chansons avec des paroles similaires ont été publiées dans les années 1800, dont Closer Walk with Thee avec des paroles de Martha J. Lankton et une musique de William Kirkpatrick en 1885. Certains attribuent au révérend Elijah H. Cluke (1907-1974), ouvrier afro-américain dans une fonderie d'Atchison, Kansas et chanteur, la paternité de la chanson.
Just a Closer Walk with Thee a atteint une popularité nationale dans les années 1930, quand les églises afro-américaines tinrent d'importantes conventions musicales. En 1940, Kenneth Morris (en) arrangea et fut le premier à publier la version bien connue des musiciens de gospel après que Robert Anderson (en) et R.L. Knowles ont entendu l'interprétation de William B. Hurse à Kansas City et attiré l'attention de Morris dessus. Morris ajouta de nouvelles paroles et un arrangement choral. Dans les années 1940, les enregistrements se multiplièrent dans de nombreux genres, allant du Southern gospel au jazz and aux brass bands.
Le premier enregistrement connu a été réalisé le 8 octobre 1941 par les Selah Jubilee Singers (en) (Decca Records 7872) à New York, avec John Ford (chanteur soliste), Fred Baker (baryton soliste), Monroe Clark (baryton), J. B. Nelson (basse) et Fred Baker (guitare). Rosetta Tharpe a aussi enregistré la chanson le 2 décembre 1941 (Decca 8594), avec Lucky Millinder et son orchestre.
Le regain d'intérêt pour le Dixieland a multiplié le nombre d'enregistrements, dont la session de 1945 du brass band de Bunk Johnson au cours de laquelle in interpréta des morceaux qu'il avait joués avant de quitter La Nouvelle-Orléans en 1915.
Le 27 mai 1958, Elvis Presley réalisa à Waco, Texas un enregistrement non publié. La version studio se trouve sur l'album Just a Closer Walk with Thee (2000) (CD tchèque, Memory label). À la fin des années 1970, plus d'une centaine d'artistes avaient enregistré la chanson.

## Reprises notables
Just a Closer Walk with Thee a été repris par de nombreux artistes dont :
- Rosetta Tharpe (Dec. 1941)
- George Lewis (1943)[13]
- Sallie Martin Singers (en) (mid-1940s)
- Mahalia Jackson (l'a chantée toute sa carrière)
- Red Foley (en) (1950)
- Pat Boone (1952)
- Henry "Red" Allen (1956)
- Tennessee Ernie Ford  (1957)
- Pete Fountain (1959)
- Louis Armstrong (1960)
- Patsy Cline (1960)
- Jimmie Rodgers (1960
- Roy Acuff (1962)
- Chet Atkins (1962)
- Brook Benton (1962)
- Grant Green (1962)
- Harry Connick Jr. (titre bonus au Japon de l'album Come by Me (en), 1999)
- Robert Wilkins (en) (1964)
- Little Richard (1964)
- The Seekers (1965)
- Connie Smith (1966)
- Ella Fitzgerald (1967)
- Patti Page (1967)
- Johnny Paycheck (en) (1967)
- Leningrad Dixieland Jazz Band (1967)
- Harry Dean Stanton dans le film Luke la main froide (1967)
- Gladys Knight & the Pips (1968)
- Joan Baez (1969)
- Bob Dylan (1969), (en duo avec Johnny Cash)[14]
- Tammy Wynette (1969)
- Merle Haggard (1971)
- Loretta Lynn (1972)
- Albertina Walker (en) (1975)
- Lawrence Welk (1978)
- Dr. John (1983)
- The Oak Ridge Boys (en) (1987)
- Jim Nabors (1989)
- Preservation Hall Jazz Band (1990?), aussi bien comme marche funèbre lente que plus vite.
- Van Morrison (1991)
- Canadian Brass (1992)
- Crystal Gayle (1996)
- Gatlin Brothers (en) (1996)
- Willie Nelson (1996)
- Sarah Harmer (1999)
- Anne Murray (1999)
- Corey Harris (1999)
- Charlie Hunter (1999)
- George Jones (2003)
- Dirty Dozen Brass Band (2004)
- Bart Millard (en) (2005)
- Margo Smith (en) (2005)
- Charley Pride (2006)
- Randy Travis (2006)
- Charlie Daniels (2007)
- Sara Evans (2008)
- Ronnie Milsap (2009)
- Environmental Encroachment (EE Magic Circus Band) (2009)
- Scott Avett (en) (2011)
- Wynton Marsalis et Eric Clapton, chanté par Taj Mahal[15] (2011)
- Erika Lewis 2014